# Agonocryptus brevicauda
Agonocryptus brevicauda är en stekelart som beskrevs av Dmitriy R. Kasparyan och Ruiz-cancino 2005. Agonocryptus brevicauda ingår i släktet Agonocryptus och familjen brokparasitsteklar. Inga underarter finns listade i Catalogue of Life.